# Faculdade de Medicina da Universidade Federal do Rio Grande do Sul
A Faculdade de Medicina (Famed) é uma das unidades de ensino da Universidade Federal do Rio Grande do Sul (UFRGS). Fundada em 1898, é responsável pelas graduações em Medicina e Nutrição, possuindo ainda dez cursos de pós-graduação e três de especialização. Sua graduação em Medicina tem sido constantemente apontada como uma das mais qualificadas do Brasil, tendo o Hospital de Clínicas de Porto Alegre como seu hospital-escola desde 1974. Inicialmente sediada no icônico prédio situado na rua Sarmento Leite, transferiu suas atividades para sua nova sede no Campus Saúde, junto do Hospital de Clínicas, em 1998.

## História

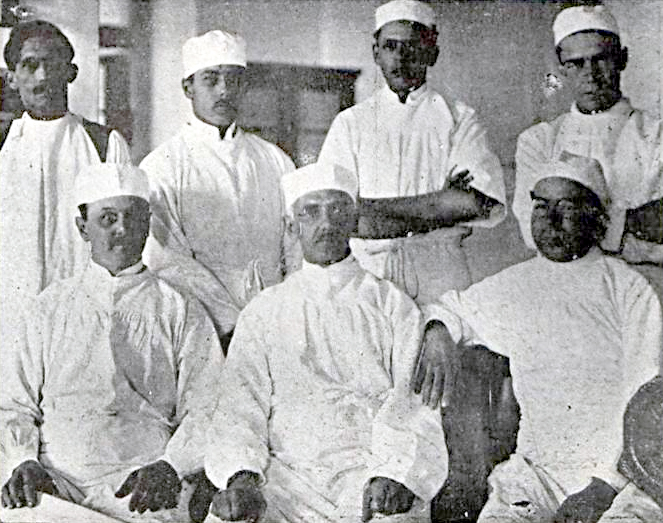
Professores e alunos da Faculdade de Medicina em 1919

Fundada em 25 de julho de 1898 ao unirem-se a Escola Livre de Farmácia e Química Industrial e o Curso de Partos da Santa Casa de Misericórdia, foi a terceira faculdade de medicina a ser criada no Brasil, depois da Faculdade de Medicina da Bahia e da Faculdade de Medicina do Rio de Janeiro, resultando da união da Escola Livre de Farmácia e Química Industrial e do Curso de Partos da Santa Casa.
Foi fundada pelos visionários médicos Eduardo Sarmento Leite e Protásio Antônio Alves, ambos formados pela Faculdade de Medicina do Rio de Janeiro.
A primeira mulher formada pela Faculdade foi Alice Hess Maeffer, que abandonou a profissão ao casar-se, por exigência do marido. A primeira a efetivamente exercer a profissão foi Noemy Valle Rocha, que ingressou em 1912 e formou-se em 19 de dezembro de 1917, começando imediatamente a trabalhar com clínica geral, obstetrícia e ginecologia; ela teria sido também uma das primeiras mulheres gaúchas a dirigir um automóvel; se aposentou em 1968 e faleceu em 1978, tendo sido homenageada com seu nome uma rua de Porto Alegre.

### Prédio histórico

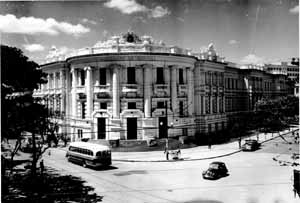
O prédio em 1913

Conta a tradição que o terreno para a construção da Faculdade Livre de Medicina, na rua Sarmento Leite, 320, foi doado pela Intendência Municipal logo após preces feitas a São José por dona Adelaide, esposa do Dr. Sarmento Leite, que recebeu esta incumbência de seu marido em 1911.
Com projeto de Theodor Wiederspahn, importante arquiteto teuto-brasileiro ativo em Porto Alegre e autor de diversos dos prédios históricos mais importantes da cidade, as obras iniciaram em 1912, no local do antigo Circo de Touradas. Foram interrompidas logo após, em 1914, por conta da eclosão da I Guerra Mundial.
Os trabalhos foram retomados em 1919, prosseguindo até 1924. O engenheiro Pedro Paulo Scheunemann fez várias mudanças no projeto original (Fernando Corona relata que foi Augusto Sartori), incluindo o icônico semicírculo da esquina, substituindo as estátuas que deveriam adornar a platibanda da esquina por jarros ornamentais (depois removidos), substituindo as grandes cúpulas de bronze que deveriam cobrir os blocos em projeção, por telhado comum oculto por uma platibanda e pelos atuais frontões. Foram realizados acréscimos em 1937 na ala direita, que sofreu novas reformas em 1952, e em 1955 a ala esquerda também foi aumentada, para completar o vasto edifício que hoje vemos, de impressionante presença e de decoração rica e variada.
De estilo eclético com forte influência neo-barroca, destacam-se na sua fachada o bloco de entrada, como enormes pilastras jônicas, as aberturas com sacada e balaustrada, a cornija saliente com platibanda acima, e o grande frontão profusamente decorado com o brasão da República, volutas e outros arabescos esculpidos. Outros frontões menores coroam os blocos secundários do prédio, que tem diversos volumes em projeção, colunas e revestimento simulando pedras rústicas.
A Universidade está angariando fundos para a restauração da antiga edificação, que faz parte do conjunto de Prédios Históricos da UFRGS.
Em 2022, o prédio passou por uma revitalização e o seu frontão foi pintado na cor amarela, após décadas de vandalismo, como pichações recorrentes. Uma das tentativas da universidade foi a instalação de grades por algumas vezes, mas não inibiu os vandalismos. Segundo o reitor, o mesmo pichador foi identificado e o caso foi investigado pela polícia.

## Atualidade

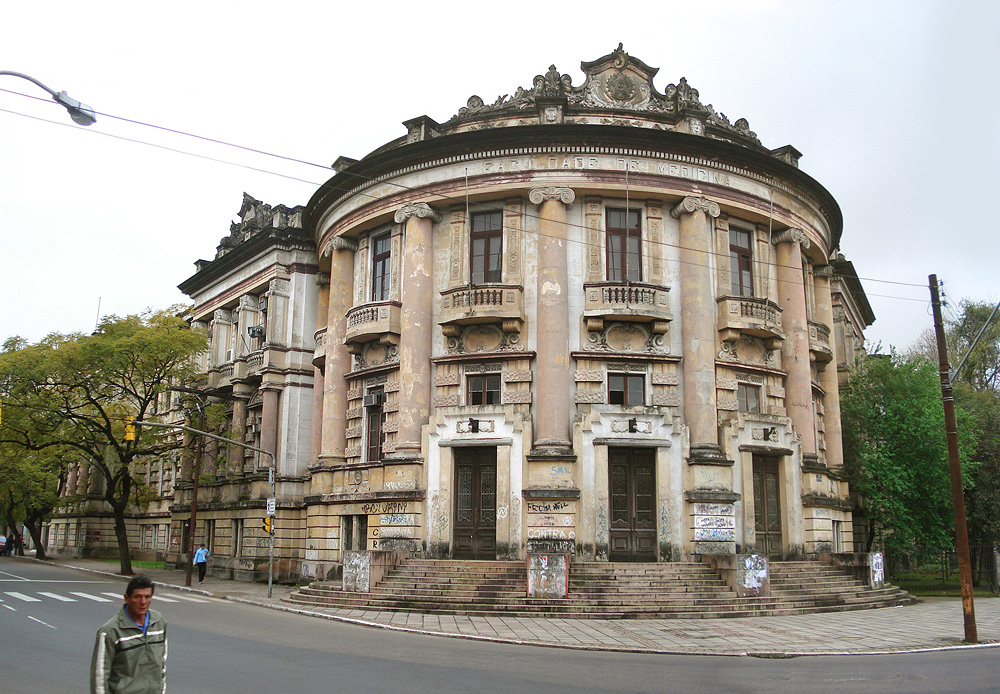
Prédio em 2007

Em outubro de 2007, a Famed deixou de utilizar animais de rua para o ensino de procedimentos médicos como suturas, incisões e punções, e passou a utilizar o Laboratório de Técnica Operatória e Habilidades Cirúrgicas para as aulas práticas de técnica operatória com simuladores plásticos e sangue artificial.
Possui parceria com a Fundação Médica do Rio Grande do Sul e o Programa de Educação Médica Continuada.

### Cronologia
Abaixo estão as principais datas que representam a história da faculdade desde sua fundação:
- 25 de julho de 1898: Fundação da faculdade
- 15 de março de 1899: Abertura do curso
- 30 de abril de 1900: Aquisição dos primeiros prédios nas ruas Gen. Vitorino e Travessa 2 de fevereiro.
- 1º de setembro de 1900: Reconhecimento do curso (Decreto n° 3758)
- 30 de dezembro de 1904: Formatura da primeira turma de médicos
- 5 de julho de 1906: Primeiro concurso para Professores (Concurso do Professor João B. Marques Pereira)
- 25 de julho de 1909: Inauguração do Instituto Anatômico
- 1º de setembro de 1910: Inauguração do Instituto Pasteur
- 25 de julho de 1911: Inauguração do Instituto Oswaldo Cruz (Laboratório Central das Clínicas)
- 20 de setembro de 1911: Lançamento da pedra fundamental do edifício da Faculdade de Medicina na Campo da Redenção
- 1º de janeiro de 1912: Reforma dos estatutos em decorrência da Lei Rivadávia
- 1º de março de 1916: Nova equiparação da Faculdade em virtude da Lei Maximiliano
- 31 de março de 1924: Inauguração do prédio da Faculdade no Campo da Redenção
- 17 de outubro de 1931: Federalização da Faculdade de Medicina
- 10 de março de 1936: Incorporação da Faculdade de Medicina à Universidade de Porto Alegre
- 25 de julho de 1937: Ampliação do prédio da Faculdade
- 8 de março de 1940: Doação pelo Governo do Estado do Rio Grande do Sul, do terreno por ele adquirido em 1938, para construção do Hospital de Clínicas de Porto Alegre
- 17 de julho de 1943: Lançamento da pedra fundamental do Hospital de Clínicas de Porto Alegre 9 de outubro de 1947: Início das obras do Hospital de Clínicas de Porto Alegre
- 1952: Criação da Escola de Enfermagem anexa a Faculdade de Medicina (Lei 1254 de 4 de dezembro de 1950) que se tornou unidade independente em 15 de julho de 1968
- 1958: Criação e implantação do primeiro projeto de residência médica no Rio Grande do Sul e um dos primeiros do Brasil
- 1960: Criação do Instituto de Microbiologia
- 1961: Criação do Departamento de Cirurgia, reunindo diversas cátedras, e iniciando a cirurgia cardiovascular no Rio Grande do Sul
- 2 de abril de 1968: Inauguração oficial do Hospital de Clínicas de Porto Alegre
- 2 de setembro de 1970: Criação da empresa pública (Lei 5604) para administrar o Hospital de Clínicas de Porto Alegre
- 1974: Transferência da Direção de Faculdade de Medicina para o Hospital de Clínicas de Porto Alegre
- 1984: Transferência da sede da Faculdade de Medicina para o 4º andar do antigo prédio do ciclo básico da UFRGS.
- 1996: Início da construção do novo prédio da Faculdade de Medicina.
- 25 de julho de 1998: Inauguração do novo prédio da Faculdade de Medicina (Ramiro Barcelos, 2400).
- 16 de dezembro de 1998: Início das atividades no novo prédio.
- 29 de julho de 1999: Inauguração da nova Biblioteca FAMED/HCPA

## Centro Acadêmico Sarmento Leite (CASL)
O Centro Acadêmico Sarmento Leite, fundado em 1912, é a entidade representativa e de maior importância dentre os estudantes de medicina da Universidade Federal do Rio Grande do Sul (UFRGS). Recebeu o nome em homenagem ao fundador da Faculdade de Medicina, o médico e professor catedrático Dr. Eduardo Sarmento Leite. A instituição que tem a missão de atender os interesses comuns dos alunos da faculdade e de representá-lo nas instâncias cabíveis dentro da universidade é financiada majoritariamente pela faculdade de medicina e professores apoiadores. Reconhecido também como 2° centro acadêmico do Brasil, o CASL é um ambiente acolhedor e de laser dentro da estrutura educacional da faculdade e possui como princípios a defesa e bem estar dos estudantes. Além disso, é responsável por diversas atividades como recepção dos calouros, promoção de ações que promovem saúde mental, aquisição de materiais para conforto dos alunos, assistência social e estudantil, divulgação de informações importantes da faculdade e acolhimento dos acadêmicos. Anualmente tem sua diretoria eleita por assembleia plenária de alunos, hoje seu presidente é o acadêmico de medicina Otávio Leite Pendeza. 